# Touffreville
Touffreville – miejscowość i gmina we Francji, w regionie Normandia, w departamencie Eure.
Według danych na rok 1990 gminę zamieszkiwało 278 osób, a gęstość zaludnienia wynosiła 26 osób/km² (wśród 1421 gmin Górnej Normandii Touffreville plasuje się na 633. miejscu pod względem liczby ludności, natomiast pod względem powierzchni na miejscu 312.).